# James Douglas (boxe anglaise)
Pour les articles homonymes, voir James Douglas.
James "Buster" Douglas, né le 7 avril 1960 à Columbus dans l'Ohio, est un ancien boxeur poids lourds américain méconnu du grand public jusqu'en 1990 où il bat Mike Tyson pour le titre mondial à Tokyo.

## Carrière professionnelle

### Premiers combats
James Douglas dispute son premier combat professionnel le 31 mai 1981. Jusqu'en septembre 1984, il remporte 17 combats, pour 2 défaites et un match nul, nul obtenu en 8 rounds contre le futur double champion d’Europe, le norvégien Steffen Tangstad. Douglas fait preuve d’irrégularité dans la préparation de ses combats, son poids oscillant entre 97 et 117 kilos. La chance lui sourit en 1984 lorsque le promoteur Don King cherche un adversaire en urgence à Randall Cobb (ancien challenger de Larry Holmes pour le titre mondial) pour un combat à Atlantic City. Douglas accepte le combat 3 jours avant l'échéance, et gagne par décision majoritaire en 10 rounds.

### Ascension mondiale
Cette victoire permet à sa carrière de décoller. En 1985, il participe à un tournoi ESPN de l'Est des États-Unis. Il parvient en finale après avoir mis KO en 1 round Dion Simpson, mais perd aux points contre Jesse Fergusson. Néanmoins, après 3 victoires de rang dont une sur l'ancien champion Greg Page, il peut participer au tournoi de réunification de la catégorie des lourds.
Avec 23 victoires, 3 défaites et 1 nul, il accède à sa première chance de combat pour le titre mondial le 30 mai 1987, 6 ans après ses débuts. Il va combattre le boxeur invaincu en 33 combats, Tony Tucker, pour la ceinture IBF. Le combat est très serré : Après 9 rounds, un juge donne Tucker en tête d'un point, un autre Douglas en tête d'un point, le troisième les donne ex aequo. En milieu de 10e reprise néanmoins, des combinaisons de Tucker touchent fortement Douglas qui semble KO debout, l'arbitre Mills Lane arrête le combat.
Douglas est récupéré par Don King qui se sert de lui pour compléter les soirées de boxe qu'il organise. Jusqu'à la fin de l'année 1989, il combat à 6 reprises, pour autant de victoires. Parmi ses adversaires, Jerry Halstead, Mike Williams, l'ancien champion du monde Trevor Berbick ou encore le futur champion du monde Oliver McCall. Douglas est désormais classé parmi les meilleurs boxeurs mondiaux : no 2 selon l'IBF, no 3 pour la WBC et no 4 pour la WBA.

### Douglas contre Tyson
Mike Tyson, invaincu et champion du monde unifié depuis le 1er août 1987, devait à l'origine affronter Donovan Ruddock, mais Don King préféra lui opposer Douglas. Ce dernier n'a jamais été autant payé, sa bourse pour ce combat est d'un million de dollars. Il est donné perdant à 42 contre 1, la cote la plus importante jamais donnée pour un championnat du monde des lourds par le casino Mirage. Ce casino sera le seul à avoir pris les paris de ce combat, tous les autres casinos de Las Vegas refusant non seulement de prendre les paris de ce combat mais aussi d'accueillir l'affrontement dans leurs établissements. 
Don King préfère organiser l'évènement le 10 février 1990 au Korakuen Hall de Tokyo au Japon où Tyson a déjà combattu. Le stade de Tokyo reçoit beaucoup moins de monde que lors de son 1er combat. Le public américain persuadé de la victoire de Tyson ne suivra guère ce combat, préférant visionner le concours de dunks de la NBA diffusé en même temps. Peu avant le combat, la mère de Douglas meurt et sa femme le quitte. Déprimé, le challenger passe ses frustrations en soignant particulièrement sa préparation et perd du poids. Tyson lui n'a pas soigné sa préparation.
Dès le premier round, Douglas démontre qu'il est venu pour se battre et qu'il n'a pas peur de Tyson, au contraire de certains de ses anciens adversaires. Il n'hésite pas à envoyer des combinaisons, évitant les charges de Tyson qui a du mal à enchaîner. Dès la mi-combat, le public encourage de plus en plus Douglas. Bientôt, le visage de Mike est marqué, son œil gauche se ferme. Handicapé, il devient de plus en plus facile à toucher par Douglas qui va même jusqu'à doubler ses coups. Le champion qui réussit néanmoins au 8e round à envoyer un uppercut qui envoie Douglas au sol, à 5 secondes de la fin du round. Douglas frappe le sol du poing, mécontent. Lucide, il observe l'arbitre compter et se relève à 9. Tyson n'a pas le temps d'en profiter, le round est terminé. Au round suivant, Douglas domine à nouveau, acculant Tyson même dans les cordes et le bombardant de coups. Au 10e round, un puissant uppercut suivi de directs envoient Tyson au sol. Celui-ci, blessé, rampe et récupère son protège-dents sorti de sa bouche. L'arbitre le compte, Tyson se relève de justesse mais n'a clairement plus la lucidité pour continuer, l’arbitre arrête le combat. Douglas, nouveau champion du monde incontesté, tombe en pleurs.
Après le combat, l'IBF reconnait Douglas champion. Mais Don King, soutenu par José Sulaiman et Gilberto Mendoza les présidents de la WBC et de la WBA, tente de faire annuler le résultat en faisant valoir que l'arbitre du combat, le mexicain Octavio Meyran, avait accordé un long compte de 14 secondes à Douglas lorsque celui-ci était à terre au 8e round, sans préciser toutefois qu'au 10e round, Tyson à terre avait profité lui aussi de 4 secondes supplémentaires. Lors de la conférence de presse d'après-combat, Octavio Meyran reconnaît son erreur en avouant avoir ignoré le chronométreur et fait son compte personnel avant de déclarer deux jours plus tard dans une interview à la télévision mexicaine ne pas avoir fait d'erreur et que les règles ne disent pas que l'arbitre doit regarder le chronométreur.
Finalement, le 13 février, la WBA et la WBC reconnaîtront la victoire de Douglas. Le lendemain lors de leur retour à New York, Don King et Tyson annoncent qu'ils renoncent au titre et réclament une revanche, ils pensent l'obtenir quand le 12 février le milliardaire Donald Trump affirma avoir passé un accord avec Don King pour organiser le match revanche entre Tyson et Douglas à Atlantic City le 18 juin 1990 date à laquelle Tyson aurait dû normalement affronter Evander Holyfield, le lendemain le 13 février, Ken Sanders, le manager d'Holyfield annonça que son boxeur était prêt à se retirer et à laisser se faire la revanche Tyson-Douglas. Mais le manager de Douglas John Johnson remettra en cause cette possibilité en annonçant que son boxeur ne défendrait vraisemblablement  pas son titre avant le mois de septembre. Le manager de Douglas annonça finalement que ce dernier affronterait d'abord Evander Holyfield et qu'une revanche entre Tyson et Douglas n'aurait pas eu lieu avant février 1991.
Cette victoire sera nommée surprise de l'année par Ring Magazine. Le nouveau champion devint alors le symbole que tout est possible si on veut se surpasser. La presse titra dans les journaux « Rocky lives » (« Rocky est vivant ») faisant référence au célèbre personnage Rocky incarné au cinéma par Sylvester Stallone, qui se révèle dans les mêmes circonstances que Douglas. Un jeu vidéo, James Douglas knockout boxing lui fut consacré (sur le même modèle que le jeu Mike Tyson's Punch-Out!! sorti plus tôt). Le 23 février 1990, Douglas est désigné arbitre du match de catch entre Hulk Hogan et Randy Savage à la Joe Louis Arena de Détroit, un rôle qui était destiné à Mike Tyson.

### Douglas contre Holyfield
Le casino de Las Vegas Mirage Hôtel lui propose alors 25 millions de dollars (Tyson n'avait encore jamais touché autant pour un seul combat) pour affronter Evander Holyfield le 25 octobre 1990. En cas de victoire, il toucherait plus pour une revanche attendue contre Tyson. Cette fois-ci Douglas néglige son entrainement, prend du poids et semble bien moins motivé. Il se présente moins en forme (alourdi de 6 kilos) face à Holyfield très bien préparé. Ce dernier démontre sa vitesse dès les premiers instants du combat. Au 3e round alors qu'il lance un uppercut, il se fait contrer d'un crochet droit d'Holyfield et perd le combat. Il prend sa retraite, la revanche attendue contre Tyson n'aura jamais lieu.

### Fin de carrière
Douglas prend du poids, approchant des 200 kilos. En 1994, il tombe dans un coma diabétique. Il en sort et décide de tenter un come-back. Le 22 juin 1996, redescendu à 110 kilos, il fait son combat de rentrée. Il remporte 6 victoires d'affilée jusqu'en juillet 1997. Le 25 juin 1998 néanmoins, il est battu au premier round par Lou Savarese, après être tombé à 3 reprises. Il combat encore deux fois avant de prendre définitivement sa retraite en 1999. À cette date, Douglas aurait normalement dû affronter Roy Jones Jr. pour le premier combat poids lourds de celui-ci.